# Анастасија Севастова
Анастасија Севастова (13. април 1990, Лијепаја, СССР) је тенисерка из Летоније. Професионално се бави тенисом од 2006. године.

## Каријера
Анастасија је почела да игра тенис са шест година на наговор своје баке. Омиљени тениски ударац јој је бекхенд. Анастасијина мајка Дијана Голованов је учитељица и наставница енглеског језика.
Њен први освојени ВТА турнир је био Португал Опен у 2010. години. Године 2013. је привремено прекинула каријеру због неуспеха у каријери и повреда. Вратила се у 2015. и за шест месеци је освојила 4 ИТФ турнира.
Севастова је имала урођени проблем са стопалом, због чега је морала да носи специјалне ципеле. Њена највиша позиција на ВТА листи у појединачној конкуренцији било је 36. место, а у каријери је освојила до сада једну титулу. До 2016. године је победила три тенисерке из ТОП 10.
Резултат каријере на гренд слемовима је остварила на УС Опену 2016. кад је ушла у своје прво четвртфинале.

## ВТА финала

### Појединачно 4 (2—2)
Победе
| Бр. | Датум         | Турнир  | Подлога | Противница у финалу  | Резултат      |
| 1.  | 8. мај 2010.  | Есторил | шљака   | Аранча Пара Сантонха | 6–2, 7–5      |
| 2.  | 25. јун 2017. | Мајорка | трава   | Јулија Гергес        | 6–4, 3–6, 6–3 |

Порази
| Бр. | Датум         | Турнир   | Подлога | Противница у финалу | Резултат |
| 1.  | 19. јун 2016. | Мајорка  | трава   | Каролин Гарсија     | 3–6, 4–6 |
| 2.  | 17. јул 2016. | Букурешт | шљака   | Симона Халеп        | 0–6, 0–6 |